# Ровнейко, Дмитрий Васильевич
Дми́трий Васи́льевич Ровне́йко (бел. Дзмітрый Васільевіч Раўнейка; 13 мая 1980, Гродно, Белорусская ССР, СССР) — белорусский футболист, защитник и тренер.

## Клубная карьера

### «Неман»
Воспитанник школы ФК «Неман», в клубе начал свою карьеру в 1998 году (в 1996—1997 годах играл за вторую команду во второй белорусской лиге), в 2002 году покинул стан команды. Один раз за это время отметился автоголом.

### «Торпедо» и «Ротор»
В 2003 году перебрался в московское «Торпедо», в составе которого играл до 2005 года. Всего за «автозаводцев» он провёл 32 игры, из которых одна была в рамках Кубка России 2003/04 против «Томи» и завершилась поражением торпедовцев со счётом 0:3 (даже ответная победа со счётом 1:0 не позволила пройти москвичам дальше), ещё 14 игр были в рамках первенства России 2003 года, а также 16 матчей в чемпионате России-2004. Свой единственный гол Ровнейко забил в матче 17-го тура первенства России-2004 в матче против ЦСКА, открыв счёт в матче уже на 7-й минуте. Это помогло «автозаводцам» победить «армейцев» со счётом 3:2. В матчах «Торпедо» игрок выходил преимущественно на замену.
Ещё 6 игр Дмитрий провёл в волгоградском «Роторе», свой единственный гол забил в матче 24-го тура в ворота «Ростова» на 53-й минуте, а его команда выиграла опять же со счётом 3:2. Чемпионат России 2004 года для него, однако, закончился за месяц до финиша. В матче против «Кубани» Ровнейко получил серьёзную травму: надрыв крестообразных связок и повреждение мениска. Был направлен на лечение в Германию, из-за чего вынужден был пропустить несколько игр национальной сборной. Вскоре Ровнейко аннулировал свой контракт с «Торпедо», который действовал до ноября 2005 года.

### «Шахтёр»
В 2006 году Дмитрий перешёл в солигорский «Шахтёр», но не закрепился в его составе, проведя только 11 игр и забив всего один гол.

### Возвращение в «Неман»
Покинув состав «Шахтёра», Дмитрий вернулся в свой первый клуб «Неман». В 2008 году отлучался в могилёвский «Днепр». Ровнейко провёл более 175 игр за «Неман», отличившись за него 8 раз. 6 апреля 2011 года он получил серьёзную травму в игре со своим бывшим клубом из Солигорска на 74-й минуте и вынужден был покинуть поле при помощи врачей. В 2011—2012 годах был капитаном гродненской команды.
Сезон 2013 начал, забив в первых двух матчах (в ворота мозырской «Славии» и бобруйской «Белшины»). Позднее голами не отмечался, играл в основе на позиции правого защитника, иногда уступал место молодым игрокам. В сезоне 2014 продолжил играть в качестве правого защитника, в августе и сентябре не играл из-за травмы. 29 ноября 2014 года в матче с «Белшиной» сломал ребро при столкновении, однако остался на поле и при счёте 0:2 в пользу бобруйчан забил гол, который положил начало победе «Немана» (5:2). Этот матч стал последним в карьере Дмитрия.
В январе 2015 года появилась информация, что Ровнейко может покинуть «Неман». Дмитрий отсутствовал в команде во время предсезонной подготовки, поддерживая форму самостоятельно. В марте главный тренер гродненцев Сергей Солодовников заявил, что Ровнейко не будет выступать за «Неман» в сезоне 2015. В результате Дмитрий, завершив карьеру, перешёл на тренерскую работу.

## Карьера в сборной
В сборной играл с 2003 по 2004 годы. Провёл 8 игр, забитыми мячами не отличался.

## Тренерская карьера
После завершения карьеры получил тренерскую лицензию и стал работать в Академии АБФФ. В марте 2017 года вошёл в тренерский штаб молодёжной сборной Беларуси. В октябре 2018 года стал тренером национальной сборной, сменив Юрия Жевнова. В июне 2019 года, после назначения новым главным тренером сборной Михаила Мархеля, остался в его штабе. В августе 2023 года специалист получил тренерскую лицензию категории PRO.